# Una mujer fantástica
Una mujer fantástica (Engels: A Fantastic Woman) is een Chileens-Amerikaans-Duits-Spaanse film uit 2017, geregisseerd door Sebastián Lelio.

## Verhaal
Marina Vidal is een transseksuele vrouw die werkt als serveerster en zangeres in een nachtclub. Wanneer haar twintig jaar oudere vriend Orlando onverwacht overlijdt, krijgt ze het emotioneel zwaar te verduren. Ze wordt in het moderne Santiago geconfronteerd met argwaan en discriminatie wanneer de familie van Orlando niks met haar wil te maken hebben en haar duidelijk maakt dat ze op zijn begrafenis niet welkom is.

## Rolverdeling
| Acteur            | Personage             |
| ----------------- | --------------------- |
| Daniela Vega      | Marina Vidal (Daniel) |
| Francisco Reyes   | Orlando               |
| Luis Gnecco       | Gabo                  |
| Aline Kuppenheim  | Sonia                 |
| Nicolas Saavedra  | Bruno                 |
| Amparo Noguera    | Adriana               |
| Nestor Cantillana | Gaston                |
| Alejandro Goic    | Arts                  |
| Antonia Zegers    | Alessandra            |
| Sergio Hernandez  | Zangleraar            |

## Prijzen en nominaties
De belangrijkste:
| Jaar | Prijs                       | Categorie                         | Genomineerde(n)                 | Uitslag  |
| ---- | --------------------------- | --------------------------------- | ------------------------------- | -------- |
| 2017 | Filmfestival van Berlijn    | Teddy Award voor beste speelfilm  | Sebastián Lelio                 | Gewonnen |
| 2017 | Filmfestival van Berlijn    | Zilveren Beer voor beste scenario | Sebastián Lelio en Gonzalo Maza | Gewonnen |
| 2017 | Festival du Film de Cabourg | Grand Prix de Jury                | Sebastián Lelio                 | Gewonnen |
| 2018 | Academy Awards              | Beste niet-Engelstalige film      | Sebastián Lelio                 | Gewonnen |

## Productie
Una mujer fantástica ging op 12 februari 2017 in première in de competitie voor de Gouden Beer op het Internationaal filmfestival van Berlijn waar hij werd bekroond met onder andere de Zilveren Beer voor beste scenario en de Teddy Award. De film kreeg overwegend positieve kritieken van de filmcritici met een score van 100% op Rotten Tomatoes.
De film werd geselecteerd als Chileense inzending voor de beste niet-Engelstalige film voor de 90ste Oscaruitreiking en won de Oscar.